# 乔治·斯通曼
小乔治·斯通曼（George Stoneman, Jr.，1822年8月8日—1894年9月5日），美国陆军少将、政治家，民主党人，曾任加利福尼亚州州长（1883年-1887年）。